# Blepisanis apicefuscipennis
Blepisanis apicefuscipennis är en skalbaggsart som först beskrevs av Stefan von Breuning 1967.  Blepisanis apicefuscipennis ingår i släktet Blepisanis och familjen långhorningar. Inga underarter finns listade.